# Khamis Muradov
Pour les articles homonymes, voir Muradov.
Khamis Muradov (en azéri : Xamis Bəkir oğlu Muradov), né le 15 septembre 1943 dans le district de Qax, en Azerbaïdjan, est un réalisateur et scénariste azerbaïdjanais, lauréat du Prix d'État de la RSS d'Azerbaïdjan (1988), Artiste du peuple de la République d'Azerbaïdjan (2005), boursier individuel du président de la République d'Azerbaïdjan (2012).

## Biographie
De 1962 à 1966, Khamis Bekir oghlu Muradov étudie à l'Institut national des arts d’Azerbaïdjan Mirzagha-Aliyev. De 1969 à 1971, il poursuit ses études dans les cours supérieurs de réalisation et de scénarisation de Moscou.
Depuis 1966, il travaille au studio de cinéma Azerbaïdjanfilm. Il est réalisateur de plus de 50 documentaires et scénariste d'une vingtaine de films. Il dirige de 1988 à 2001 le studio Chronicle.

## Récompenses et distinctions
- Prix d'État de la RSS d'Azerbaïdjan — 26 avril 1988 (pour les courts métrages Écho et Balaban)
- Titre honorifique d'Artiste émérite de la République d'Azerbaïdjan — 18 décembre 2000
- Prix national du film Lanterne d’or en 2003 (pour le documentaire 9 Minutes dans la nomination « Meilleur film documentaire »)
- Titre honorifique Artiste du peuple de la République d'Azerbaïdjan — 1er août 2005
- Bourse personnelle du Président de la République d'Azerbaïdjan dès le 9 mai 2012.